# Olevano Romano
Olevano Romano es un municipio italiano situado en la ciudad metropolitana de Roma Capital, en el Lacio. Tiene una población estimada, a fines de mayo de 2023, de 6369 habitantes.

## Evolución demográfica
| Gráfica de evolución demográfica de Olevano Romano entre 1861 y 2023 |
|                                                                      |
| Fuente: ISTAT - Elaboración gráfica de Wikipedia                     |